# Argomuellera lancifolia
Argomuellera lancifolia är en törelväxtart som först beskrevs av Ferdinand Albin Pax, och fick sitt nu gällande namn av Ferdinand Albin Pax. Argomuellera lancifolia ingår i släktet Argomuellera och familjen törelväxter. Inga underarter finns listade i Catalogue of Life.